# Pravdinsk
Pravdinsk (in russo Правдинск?) è una città della Russia posta nell'Oblast' di Kaliningrad, ai confini con la Polonia.
Fino al 1945 fu tedesca, e nota con il nome di Friedland.